# Alexander Sergejewitsch Uspenski

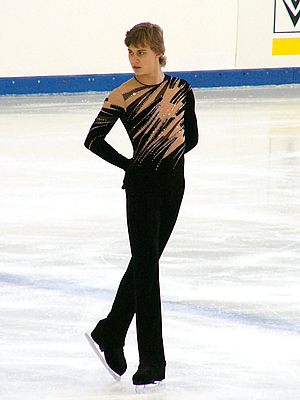
Uspenski

Alexander Sergejewitsch Uspenski (russisch Александр Сергеевич Успенский; * 25. April 1987 in Moskau, Sowjetunion) ist ein ehemaliger russischer Eiskunstläufer, der im Einzellauf startete.
Im Alter von fünf Jahren sah Uspenski andere Kinder Sport treiben und wollte es ihnen gleichtun, ohne zu wissen, dass es sich um eine Eiskunstlaufgruppe handelte. Seine Mutter Swetlana Igorewna und sein Vater Sergej Borissowitsch waren verwundert, standen aber schließlich dem Wunsch ihres Sohnes nicht im Wege. Sein zwei Jahre jüngerer Bruder Wladimir ist ebenfalls Eiskunstläufer.
Uspenskis größtes Vorbild ist Alexei Jagudin. Des Weiteren bewundert er Jewgeni Pljuschtschenko und Johnny Weir. Er ist gut mit den russischen Eiskunstläufern Sergei Dobrin und Sergei Woronow befreundet.
Uspenski trainiert in Moskau bei Natalja Dubinskaja und Leonid Raizin. Er startet für SC Moskwitsch, Moskau.

## Erfolge

### Juniorenweltmeisterschaften
- 2005 – Aufgabe wegen Krankheit (zwischenzeitliche Platzierung 1. Rang)
- 2006 – 8. Rang

### Russische Meisterschaften
- 2001 – 12. Rang (Junioren)
- 2002 – 10. Rang (Junioren)
- 2003 – 16. Rang & 10. Rang (Junioren)
- 2004 – 7. Rang & 4. Rang (Junioren)
- 2005 – 4. Rang & 1. Rang (Junioren)
- 2006 – 4. Rang & 1. Rang (Junioren)
- 2007 – keine Teilnahme aufgrund einer Krankheit
- 2008 – 5. Rang
- 2009 – keine Teilnahme
- 2010 – 15. Rang